# Girl Next Door
Girl Next Door é uma banda de J-pop que estreou em 2008 com o single Guuzen no Kakuritsu.

## Membros[1]
- Chisa - vocalista
- Daisuke Suzuki - tecladista e compositor
- Yuji Inoue - guitarrista

## História
O Girl Next Door foi formado em março de 2008 para comemorar 20º aniversário da gravadora Avex Trax. 
Com o single Infiniti, lançado em 10 de junho de 2009 a banda alcançou o primeiro lugar nas paradas semanais da Oricon com 30.641 cópias vendidas, a canção foi usada em 2009 no programa de televisão Atashinchi no Danshi.
O grupo lançou seu álbum homônimo álbum de estreia, "Girl Next Door", que estreou em # 3 nas paradas da Oricon. Girl Next Door lançou seu segundo álbum, "Next Future", em 20 de janeiro de 2010 que vendeu na primeira semana 56.000 cópias alcançando a primeira posição nas paradas semanais da Oricon.

## Discografia

### Álbuns
| nº | Título         | Data de lançamento     | Posição | Total de Vendas |
| -- | -------------- | ---------------------- | ------- | --------------- |
| 1  | Girl Next Door | 24 de dezembro de 2008 | #3      | 212,411         |
| 2  | Next Future    | 20 de janeiro de 2010  | #1      | 56.000          |

### Singles
| nº | Título                                                               | Data de lançamento     | Posição | Total de vendas |
| -- | -------------------------------------------------------------------- | ---------------------- | ------- | --------------- |
| 1  | Guuzen no Kakuritsu (偶然の確率; Probabilidade Coincidência)         | 3 de setembro de 2008  | 3       | 58,137          |
| 2  | Drive away / Shiawase no Jouken (幸福の条件; condição de felicidade) | 8 de outubro de 2008   | 3       | 33,474          |
| 3  | Jounetsu no Daishou / Escape (情熱の代償; Preço da Paixão)           | 19 de novembro de 2008 | 3       | 30,884          |
| 4  | Seeds of dream                                                       | 15 de abril de 2009    | 3       | 34,266          |
| 5  | Infinity                                                             | 10 de junho de 2009    | 1       | 47,598          |
| 6  | Be your wings / FRIENDSHIP / Wait for you                            | 5 de agosto de 2009    | 4       | 33,704          |
| 7  | Orion                                                                | 25 de novembro de 2009 | 9       | 21,725          |